# Tecualtitán
Tecualtitán es una localidad del estado mexicano de Jalisco. Es parte del municipio de Zapotlán del Rey.

## Toponimia
El nombre «Tecualtitán» proviene de los términos en náhuatl: tecuani, jaguar o animal salvaje; titlan, lugar rodeado. Su significado es «Lugar rodeado de jaguares».

## Demografía
| Gráfica de evolución demográfica |
|                                  |

| Censo | Población |
| ----- | --------- |
| 1921  | 764       |
| 1930  | 756       |
| 1940  | 944       |
| 1950  | 919       |
| 1960  | 1 008     |
| 1970  | 1 283     |
| 1980  | 960       |
| 1990  | 1 250     |
| 2000  | 1 229     |
| 2010  | 1 267     |
| 2020  | 1 190     |